# Dave Alexander
David Michael Alexander (3. června 1947, Ann Arbor, Michigan, USA – 10. února 1975) byl americký hudebník, nejvíce známý jako původní basový kytarista protopunkové skupiny The Stooges. Hrál na albech The Stooges (1969) a Fun House (1970). V srpnu 1970 byl kvůli problémům s alkoholem ze skupiny vyhozen. Zemřel o pět let později ve věku 27 let.